# Любовь под огнём
Любовь под огнём (англ. Love Under Fire) — американская драма 1937 года, снятая по пьесе Уолтера С. Хэкетта. Режиссёром фильма выступил Джордж Маршалл, в главных ролях — Лоретта Янг, Дон Амичи и Фрэнсис Дрейк. Декорации фильма были разработаны художником-постановщиком Рудольфом Стернадом. 

## Сюжет
Во время гражданской войны в Испании детектив Скотленд-Ярда влюбляется в женщину, которую он считал воровкой драгоценностей.

## В ролях
- Лоретта Янг — Майра Купер
- Дон Амичи — Трейси Эган
- Борух Миневич в роли самого себя
- Фрэнсис Дрейк — Памела Бомонт
- Уолтер Кэтлетт — Тип Конуэй
- Джон Кэррадайн — капитан Дельмар
- Зиг Руман — генерал Монтеро
- Гарольд Хубер — лейтенант Чейвз
- Кэтрин Демилль — Роза
- Эдвард Клайв[англ.] — капитан Бауден
- Дон Альварадо — лейтенант Кабана
- Жорж Ренаван[англ.] — капитан Контрерас
- Клайд Кук[англ.] — Берт
- Джордж Ригас — лейтенант Де Вега
- Клод Кинг[англ.] — Каннингэм
- Джон Блейфер[англ.] — Хуан
- Агостино Боргато[итал.] — водитель такси
- Эгон Брехер[англ.] — гражданский